# Rock Me Gently
«Rock Me Gently» es el vigésimotercer disco sencillo publicado del grupo inglés de música electrónica Erasure, lanzado en 1996.
Este sencillo es una canción compuesta por Vince Clarke y Andy Bell.

## Descripción
Rock Me Gently fue el tercer sencillo del álbum Erasure. El tema cuenta con el aporte de las voces de Diamanda Galas y miembros de The London Community Gospel Choir. Este sencillo fue editado en la República Checa y llegó como importado al Reino Unido, por lo que no fue elegible para los rankings.

## Lista de temas
| Compact Disc (CDNEMY4) 1. «Rock Me Gently» (sencillo Mix) 4:08 2. «Rock Me Gently» (A Combination Of Special Events) 10:50 3. «Rock Me Gently» (Phil Kelsey Mix) 11:15 4. «Rock Me Gently» (Bamboo) 7:27 5. «Rock Me Gently» (Extended) 10:06 6. «Chertsey Endlos» 5:24 Compact Disc (CDMUTE180) / (INT 826.679) 1. «Rock Me Gently» (sencillo Mix) 4:06 2. «Chertsey Endlos» 5:24 3. «Sono Luminus» (Live) 4:57 4. «Rock Me Gently (Out Of The Moon)» 4:34 12″ Vinilo (12NEMY4) 1. «Rock Me Gently» (Phil Kelsey Mix) 11:15 2. «Chertsey Endlos» 5:24 3. «Rock Me Gently» (A Combination Of Special Events) 10:50 4. «Rock Me Gently» (Bamboo) 7:27 12″ Vinilo Promo (P12NEMY4) 1. «Rock Me Gently» (Phil Kelsey Mix) 11:15 |

## Créditos
Este sencillo tiene un lado B, Chertsey Endlos escrito y producido por Erasure.

La versión en vivo de Sono Luminus es en formato acústico.

Todos los temas fueron escritos por (Clarke/Bell).
- Coros en Rock Me Gently: Los miembros del coro de The London Community Gospel Choir y Diamanda Galás
- Guitarra en Sono Luminus: Nic Johnston
- Diseño: Slim Smith
- Arte de tapa: Ashley Potter

## Datos adicionales
En el álbum Buried Treasure se encuentra el demo de Rock Me Gently.

Rock Me Gently también fue incluida en Union Street, el álbum de versiones acústicas de temas propios de Erasure.

Chertsey Endlos cuenta con la particularidad de que sólo está cantado el estribillo, el cual es repetido 20 veces.